# 브루노 비치어

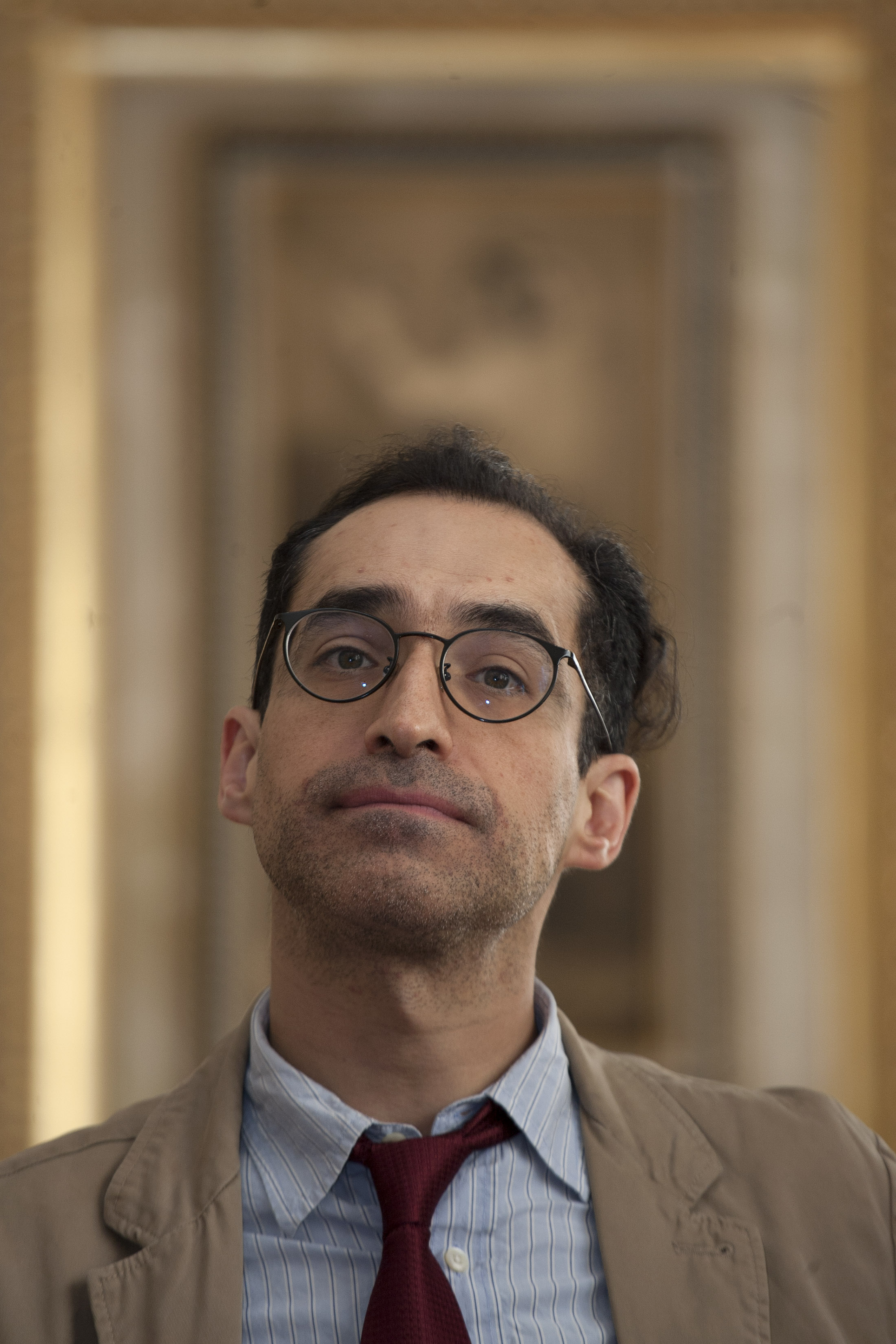

브루노 비치르(Bruno Bichir, 1967년 10월 6일 ~ )는 멕시코의 배우, 영화 감독이다. 데미안 비치르의 동생이다.
멕시코시티에서 태어났다.

## 출연 작품
- 퍼펙트 스트레인저스 (2018년)
- 시카리오: 데이 오브 솔다도 (2018년) - 앙헬 역
- 빌리와 용감한 녀석들: 치킨 히어로 (2015년)
- 디펙티브 (2012년)
- 더 뮤럴 (2010년)
- 치코그랜데 (2010년)
- 더 런웨이 (2010년) - 프란시스코 역
- 줄리아 (2008년)
- 체 게바라: 1부 아르헨티나 (2008년)
- 어 무비 오브 에그스 (2006년)
- 마이 브라더스 우먼 (2005년)
- 카사 데 로스 바비스 (2003년)
- 시우다데스 오스커라스 (2002년) - 사타나스 역
- 뼛속까지 (2001년)
- 디오스 (2001년)
- 놀라운 복음 (1998년)
- 미다크 앨리 (1995년)
- 글로리아 두케 (1995년)
- 시작과 끝 (1993년)
- 죽음과 나침반 (1992년)
- 하이웨이 패트롤맨 (1991년)
- 언더 화이어 (1983년)

### 텔레비전
- 앱센시아
- 나르코스
- 더 브릿지 시즌2